# Arif Mirzoýew
Arif Mirzoýew (RSS de Turkmenistán, 13 de enero de 1980) es un exfutbolista de Turkmenistán que jugaba en la posición de delantero.

## Carrera

### Club
| Periodo   | Club                           |
| --------- | ------------------------------ |
| 1996-1998 | Köpetdag Aşgabat               |
| 1996      | → Köpetdag Aşgabat II (cedido) |
| 2001      | Nisa Aşgabat                   |
| 2001–2002 | Neftchi Baku PFC               |
| 2002–2003 | Nisa Aşgabat                   |
| 2003–2004 | Qarabağ FK                     |
| 2004      | Nisa Aşgabat                   |
| 2005–2006 | Navbahor Namangan              |
| 2007      | Dinamo Samarcanda              |
| 2007–2008 | Shurtan Guzar                  |
| 2009–2010 | FC Aşgabat                     |
| 2011-2012 | Balkan FK                      |

### Selección nacional
Jugó para Turkmenistán en 21 ocasiones de 2003 a 2009 y anotó 4 goles; participó en la Copa Asiática 2004 y en los Juegos Asiáticos de 2002.

## Logros
- Ýokary Liga (3): 2003, 2011, 2012
- Supercopa de Turkmenistán (1): 2011
- Copa Presidente de la AFC (1): 2011

## Estadísticas

### Goles con selección nacional
| # | Fecha      | Sede                      | Rival     | Resultado | Torneo                                               |
| - | ---------- | ------------------------- | --------- | --------- | ---------------------------------------------------- |
| 2 | 18-11-2007 | Asjabad, Turkmenistán     | Hong Kong | 3–0       | Clasificación para la Copa Mundial de Fútbol de 2010 |
| 2 | 10-10-2008 | Ho Chi Minh City, Vietnam | Vietnam   | 2–3       | Amistoso                                             |
| 3 | 14-4-2009  | Malé, Maldivas            | Maldivas  | 3–1       | 2010 AFC Challenge Cup Qualification                 |
| 4 | 16-4-2009  | Malé, Maldivas            | Bután     | 7–0       | 2010 AFC Challenge Cup Qualification                 |